# Dom športova
Dom športova eller Dom sportova är en sporthall i Zagreb i Kroatien. Den invigdes år 1972 och ligger i Trešnjevka. 
Byggnadens golvyta uppgår till 32 000 kvadratmeter varav 22 000 kvadratmeter brukas för sport. I byggnadens åtta hallar tränar eller spelar dagligen omkring trettio olika sportklubbar. I sporthallen spelas bland annat basket, handboll, volleyboll, ishockey och tennis. 
Dom športova är KHL Medveščak Zagrebs hemmaarena och här spelas även PBZ Zagreb Indoors. Sporthallen används även för kulturella evenemang, däribland konserter.